# Het gulden cabinet

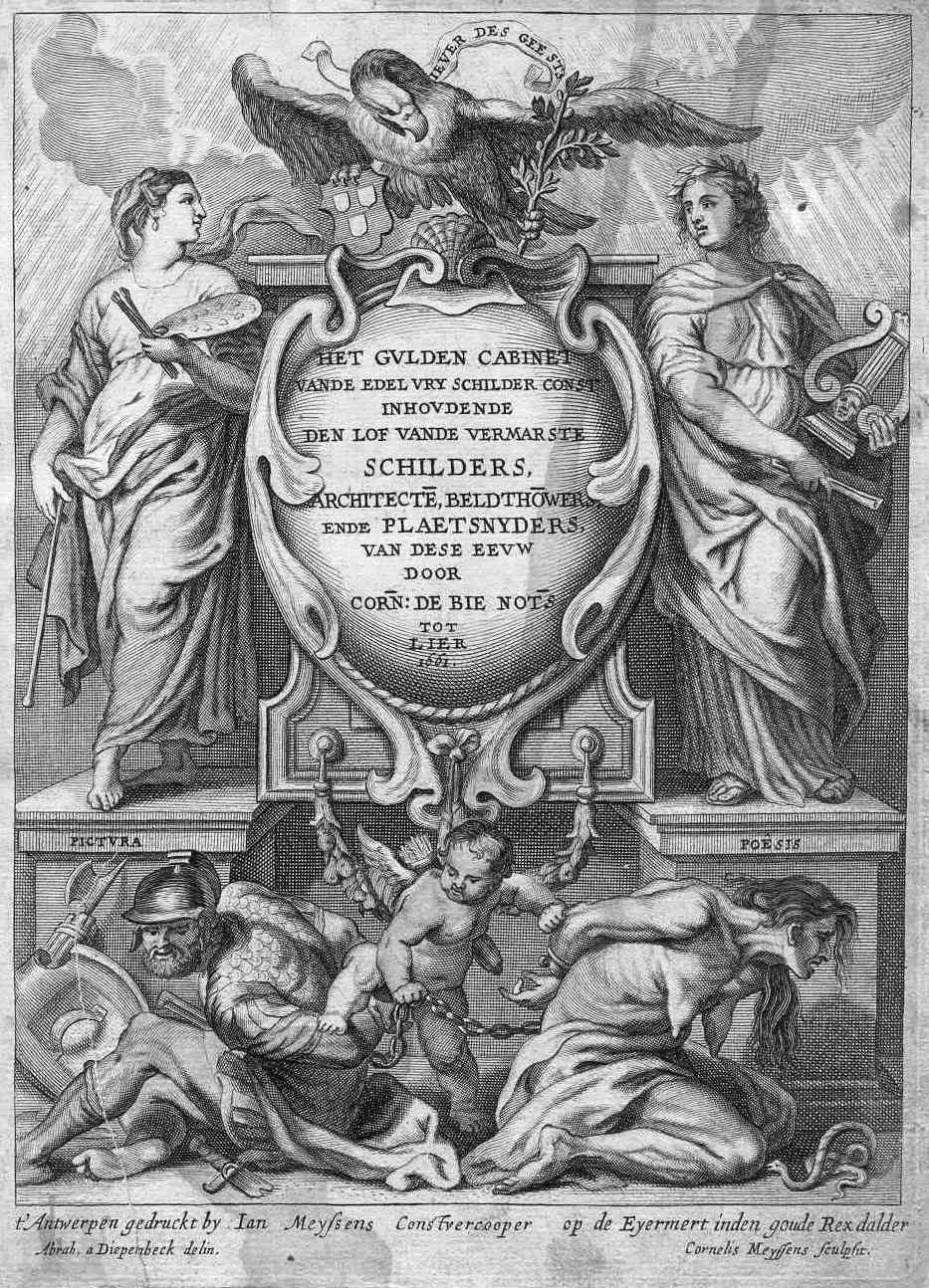
Titelblad van Het Gulden Cabinet van de Edel Vry Schilderconst van Cornelis de Bie uit 1662

Het Gulden Cabinet van de Edel Vry Schilderconst was een werk van de Zuid-Nederlandse rederijker Cornelis de Bie dat voor het eerst uitgegeven werd in 1662.
Het werk geeft in drie delen biografieën en panegyricus met gegraveerde portretten van kunstschilders uit de Zuidelijke Nederlanden. Het Gulden Cabinet is een standaardwerk op dit gebied en behoort tot de belangrijkste werken uit de Gouden Eeuw.
Het idee voor het boek kwam van de Antwerpse uitgever Jan Meyssens die in 1649 reeds een portrettenreeks publiceerde. In Het Gulden Cabinet werden ook meerdere portretten uit die uitgave overgenomen en slechts enkele gravures waren speciaal voor De Bie's werk gemaakt.
Het werk is in drie delen ingedeeld. In deel 1 komen schilders aan bod die reeds overleden waren in de tijd van De Bie en was sterk gebaseerd op het Schilder-boeck van Karel van Mander. Het tweede deel bestaat uit schilders uit de tijd van De Bie. Het derde deel behandelt ook beeldend kunstenaars en schilders die niet meegenomen waren in de eerste twee delen.
Het Gulden Cabinet werd in 1662 uitgegeven, alhoewel ook 1661 genoemd wordt. De Bie had een plan voor een tweede editie maar deze werd nooit uitgegeven, mogelijk omdat Meyssens in de tussentijd was overleden. Het manuscript hiervan dateert uit 1672 en een handgeschreven versie bevindt zich in de Koninklijke Bibliotheek van België.

## Inhoud van Het Gulden Cabinet

### Deel 3
16e eeuw: · Le Vite de' più eccellenti pittori, scultori, e architettori (Giorgio Vasari, Florence 1550 -1568)

17e eeuw: · Het Schilder-boeck (Karel van Mander, Haarlem 1604)
 · Het Gulden Cabinet van de Edel Vry Schilderconst (Cornelis de Bie, Antwerpen 1662)
 · Entretiens sur les vies et sur les ouvrages des plus excellents peintres anciens et modernes (André Félibien, Parijs, 1666-1688)
 · Teutsche Academie der Edlen Bau- Bild- und Mahlerey-Künste (Joachim von Sandrart, Neurenberg 1675)
 · Le Vite de' Pittori Scultori e Architetti Moderni (Giovanni Pietro Bellori, Rome 1672)
 · Notizie de' Professori del Disegno, Da Cimabue in qua, Secolo V. dal 1610. al 1670. Distinto in Decennali (Filippo Baldinucci, Florence 1681-1728)
 · Painting Illustrated in Three Diallogues (William Aglionby, Londen 1685)

18e eeuw: · De groote schouburgh der Nederlantsche konstschilders en schilderessen (Arnold Houbraken, Den Haag 1700)
 · De nieuwe Schouburg der Nederlantsche Kunstschilders en Schilderessen (Jan van Gool, Den Haag 1718-1721)
 · El Parnaso español pintoresco laureado (Antonio Palomino, Madrid, 1724)
 · La Vie des Peintres Flamands, Allemands et Hollandois (Jean-Baptiste Descamps, Parijs 1753-1764)
 · De levens-beschryvingen der Nederlandsche konst-schilders en konst-schilderessen (Jacob Campo Weyerman, Den Haag 1769)